# Porphyrinia popovi
Porphyrinia popovi är en fjärilsart som beskrevs av Edward P. Wiltshire 1953. Porphyrinia popovi ingår i släktet Porphyrinia och familjen nattflyn. Inga underarter finns listade i Catalogue of Life.